# Referendum sull'autodeterminazione in Nuova Caledonia
Il referendum sull'autodeterminazione della Nuova Caledonia fu un referendum svoltosi in Francia il 6 novembre 1988 con cui si chiedeva ai francesi l'approvazione degli Accordi di Matignon del 16 giugno che prevedevano l'autodeterminazione della Nuova Caledonia.

## Votanti
|          | Numero     | Percentuale di iscritti |
| -------- | ---------- | ----------------------- |
| Iscritti | 38.025.823 | 100%                    |
| Astenuti | 23.997.118 | 63,11%                  |
| Votanti  | 14.028.705 | 36,89%                  |

|                 | Numero     | Percentuale di votanti |
| --------------- | ---------- | ---------------------- |
| Votanti         | 14.028.705 | 100%                   |
| Bianche o nulle | 1.657.659  | 11,82%                 |
| Voti espressi   | 12.371.046 | 88,18%                 |

## Risultati
| No : 2 474 548 (20.00%) |  |  | Sì : 9 896 498 (80.00%) |
| ▲                       |  |  |                         |